# Сердиця
Се́рдиця — село в Україні, в Львівському районі Львівської області. Населення становить 285 осіб.
Колишня німецька колонія Айнзідель. Станом на 1808 р. у колонії проживало 50 протестантів.

## Населення
За даним всеукраїнським переписом, в селі мешкало 336 осіб. Мовний склад села був таким:
| Мова       | Число ос. | Відсоток |
| ---------- | --------- | -------- |
| українська | 334       | 99,40    |
| російська  | 1         | 0,30     |
| молдовська | 1         | 0,30     |

## Церква
- храм св. Архистратига Михаїла (мур.) збудований у 1925 р. (ПЦУ). Належить до Пустомитівського деканату, Львівської єпархії УАПЦ.
- храм св. Йосафата (УГКЦ).

## Відомі люди
- Курах Михайло Степанович — сотник Армії УНР[4].
- Курах Іван Степанович — український художник-імпресіоніст.